# Juan Redondo
Juan Luis Fernández Redondo, noto semplicemente come Juan Redondo (Camas, 17 gennaio 1977), è un ex calciatore spagnolo, di ruolo difensore.

## Carriera

### Nazionale
Ha vinto gli Europei Under-18 del 1995 ed ha partecipato ai Mondiali Under-20 del 1997.

## Palmarès

### Club

#### Competizioni nazionali
- Segunda División: 1

Xerez: 2008-2009